# Đội tuyển bóng đá quốc gia Rwanda
Đội tuyển bóng đá quốc gia Rwanda (tiếng Pháp: Équipe du Rwanda de football) là đội tuyển cấp quốc gia của Rwanda do Liên đoàn bóng đá Rwanda quản lý.
Đội đã 1 lần tham dự cúp bóng đá châu Phi vào năm 2004. Tại giải năm đó, đội chỉ xếp thứ ba bảng đấu với 4 điểm, thua Tunisia, hòa Guinée và thắng Cộng hòa Dân chủ Congo, do đó dừng bước ở vòng bảng.

## Danh hiệu
- Vô địch Cúp CECAFA:

Vô địch: 1999
Á quân: 2003; 2007; 2009
Hạng ba: 1999; 2001; 2002; 2006

## Thành tích tại giải vô địch thế giới
- 1930 đến 1986 - Không tham dự
- 1990 - Bỏ cuộc
- 1994 - Không tham dự
- 1998 đến 2022 - Không vượt qua vòng loại

## Cúp bóng đá châu Phi
Rwanda mới một lần tham dự vòng chung kết Cúp bóng đá châu Phi và bị loại từ vòng bảng.
| Cúp bóng đá châu Phi | Cúp bóng đá châu Phi | Cúp bóng đá châu Phi | Cúp bóng đá châu Phi | Cúp bóng đá châu Phi | Cúp bóng đá châu Phi | Cúp bóng đá châu Phi | Cúp bóng đá châu Phi | Cúp bóng đá châu Phi | Cúp bóng đá châu Phi |
| Vòng chung kết: 1    | Vòng chung kết: 1    | Vòng chung kết: 1    | Vòng chung kết: 1    | Vòng chung kết: 1    | Vòng chung kết: 1    | Vòng chung kết: 1    | Vòng chung kết: 1    | Vòng chung kết: 1    | Vòng chung kết: 1    |
| Năm                  | Thành tích           | Thứ hạng1            | Số trận              | Thắng                | Hòa2                 | Thua                 | Bàn thắng            | Bàn thua             |                      |
| -------------------- | -------------------- | -------------------- | -------------------- | -------------------- | -------------------- | -------------------- | -------------------- | -------------------- | -------------------- |
| 1957 đến 1980        | Không tham dự        | Không tham dự        | Không tham dự        | Không tham dự        | Không tham dự        | Không tham dự        | Không tham dự        | Không tham dự        |                      |
| 1982 đến 1984        | Vòng loại            | Vòng loại            | Vòng loại            | Vòng loại            | Vòng loại            | Vòng loại            | Vòng loại            | Vòng loại            |                      |
| 1986                 | Không tham dự        | Không tham dự        | Không tham dự        | Không tham dự        | Không tham dự        | Không tham dự        | Không tham dự        | Không tham dự        |                      |
| 1988                 | Bỏ cuộc              | Bỏ cuộc              | Bỏ cuộc              | Bỏ cuộc              | Bỏ cuộc              | Bỏ cuộc              | Bỏ cuộc              | Bỏ cuộc              |                      |
| 1990 đến 1998        | Vòng loại            | Vòng loại            | Vòng loại            | Vòng loại            | Vòng loại            | Vòng loại            | Vòng loại            | Vòng loại            |                      |
| 2000 đến 2002        | Vòng loại            | Vòng loại            | Vòng loại            | Vòng loại            | Vòng loại            | Vòng loại            | Vòng loại            | Vòng loại            |                      |
| 2004                 | Vòng 1               | 10 / 16              | 3                    | 1                    | 1                    | 1                    | 3                    | 3                    |                      |
| 2006 đến 2013        | Vòng loại            | Vòng loại            | Vòng loại            | Vòng loại            | Vòng loại            | Vòng loại            | Vòng loại            | Vòng loại            |                      |
| 2015                 | Bị cấm tham dự       | Bị cấm tham dự       | Bị cấm tham dự       | Bị cấm tham dự       | Bị cấm tham dự       | Bị cấm tham dự       | Bị cấm tham dự       | Bị cấm tham dự       |                      |
| 2017 đến 2023        | Vòng loại            | Vòng loại            | Vòng loại            | Vòng loại            | Vòng loại            | Vòng loại            | Vòng loại            | Vòng loại            |                      |
| 2025                 | Chưa xác định        | Chưa xác định        | Chưa xác định        | Chưa xác định        | Chưa xác định        | Chưa xác định        | Chưa xác định        | Chưa xác định        |                      |
| 2027                 | Chưa xác định        | Chưa xác định        | Chưa xác định        | Chưa xác định        | Chưa xác định        | Chưa xác định        | Chưa xác định        | Chưa xác định        |                      |
| Tổng cộng            | 1 lần vòng 1         | 1 lần vòng 1         | 3                    | 1                    | 1                    | 1                    | 3                    | 3                    |                      |

- ^1 Thứ hạng ngoài bốn hạng đầu (không chính thức) dựa trên so sánh thành tích giữa những đội tuyển vào cùng vòng đấu
- ^2 Tính cả những trận hoà ở vòng đấu loại trực tiếp phải giải quyết bằng sút luân lưu
- ^3 Do đặc thù châu Phi, có những lúc tình hình chính trị hoặc kinh tế quốc gia bất ổn nên các đội bóng bỏ cuộc. Những trường hợp không ghi chú thêm là bỏ cuộc ở vòng loại

## Đội hình
Đội hình dưới đây được triệu tập tham dự vòng loại World Cup 2022 gặp Mali và Kenya vào tháng 11 năm 2021.
| Số | VT | Cầu thủ                  | Ngày sinh (tuổi)  | Trận | Bàn | Câu lạc bộ      |
| -- | -- | ------------------------ | ----------------- | ---- | --- | --------------- |
|    | TM | Jean-Luc Ndayishimiye    | 15 tháng 6, 1988  | 64   | 0   | AS Kigali       |
|    | TM | Emery Mvuyekure          | 13 tháng 5, 1989  | 8    | 0   | Tusker          |
|    | TM | Clement Twizere Buhake   | 9 tháng 7, 1996   | 1    | 0   | Strømmen        |
|    | TM | Fiacre Ntwari            | 17 tháng 12, 1999 | 0    | 0   | AS Kigali       |
|    |    |                          |                   |      |     |                 |
|    | HV | Emmanuel Imanishimwe     | 2 tháng 2, 1995   | 31   | 0   | FAR Rabat       |
|    | HV | Salomon Nirisarike       | 23 tháng 11, 1993 | 31   | 0   | FC Urartu       |
|    | HV | Thierry Manzi            | 12 tháng 7, 1996  | 30   | 3   | Dila Gori       |
|    | HV | Eric Rutanga             | 3 tháng 11, 1992  | 15   | 1   | Police          |
|    | HV | Denis Rukundo            | 12 tháng 12, 1996 | 4    | 0   | Police FC       |
|    | HV | Clement Niyigena         | 17 tháng 2, 2001  | 0    | 0   | Rayon Sports    |
|    | HV | Marc Nkubana             |                   | 0    | 0   | Gasogi United   |
|    | HV | Ali Serumogo             |                   | 0    | 0   | Kiyovu Sports   |
|    |    |                          |                   |      |     |                 |
|    | TV | Haruna Niyonzima         | 5 tháng 2, 1990   | 110  | 6   | Young Africans  |
|    | TV | Djihad Bizimana          | 12 tháng 12, 1996 | 41   | 1   | K.M.S.K. Deinze |
|    | TV | Olivier Niyonzima        | 1 tháng 1, 1993   | 21   | 1   | APR             |
|    | TV | Kévin Muhire             | 17 tháng 10, 1998 | 17   | 0   | Saham Club      |
|    | TV | Djabel Manishimwe        | 10 tháng 5, 1998  | 15   | 0   | APR             |
|    | TV | Bryan Ngwabije           | 30 tháng 5, 1998  | 3    | 0   | SC Lyon         |
|    | TV | Blaise Nishimwe          | 8 tháng 1, 1998   | 3    | 0   | Rayon Sports    |
|    | TV | York Rafael              | 17 tháng 3, 1999  | 2    | 0   | AFC Eskilstuna  |
|    | TV | Jean Bosco Ruboneka      | 1 tháng 1, 1999   | 2    | 0   | APR             |
|    | TV | Alain Kwitonda           | 5 tháng 10, 1997  | 1    | 0   | Bugesera        |
|    | TV | Keddy Nsanzimfura        | 1 tháng 8, 2003   | 0    | 0   | APR             |
|    | TV | Jean-Philippe Rutabayiro | 29 tháng 8, 1994  | 0    | 0   | SD Lenense      |
|    |    |                          |                   |      |     |                 |
|    | TĐ | Dominique Savio Nshuti   | 1 tháng 1, 1997   | 32   | 3   | Police          |
|    | TĐ | Ernest Sugira            | 27 tháng 3, 1991  | 32   | 12  | AS Kigali       |
|    | TĐ | Muhadjiri Hakizimana     | 13 tháng 8, 1994  | 25   | 6   | AS Kigali       |
|    | TĐ | Danny Usengimana         | 10 tháng 3, 1996  | 12   | 0   | APR             |
|    | TĐ | Innocent Nshuti          | 31 tháng 1, 1998  | 7    | 2   | APR             |
|    | TĐ | Bienvenu Mugenzi         | 8 tháng 11, 1993  | 0    | 0   | APR             |
|    | TĐ | Dominique Ndayishimiye   | 20 tháng 7, 1996  | 0    | 0   | Police          |

### Từng được triệu tập
| Vt | Cầu thủ             | Ngày sinh (tuổi)  | Số trận | Bt | Câu lạc bộ    | Lần cuối triệu tập           |
| -- | ------------------- | ----------------- | ------- | -- | ------------- | ---------------------------- |
| TM | Olivier Kwizera     | 30 tháng 7, 1995  | 17      | 0  | Rayon Sports  | v. Cameroon; 30 March 2021   |
|    |                     |                   |         |    |               |                              |
| HV | Fitina Omborenga    | 20 tháng 5, 1996  | 47      | 1  | APR           | v. Uganda; 10 October 2021   |
| HV | Eric Iradukunda     | 17 tháng 3, 1990  | 15      | 0  | Police        | v. Uganda; 10 October 2021   |
| HV | Ange Mutsinzi       | 15 tháng 11, 1997 | 8       | 0  | Trofense      | v. Uganda; 10 October 2021   |
| HV | Emery Bayisenge     | 28 tháng 3, 1994  | 48      | 1  | AS Kigali     | v. Uganda; 7 October 2021PRE |
| HV | Abdul Rwatubyaye    | 23 tháng 10, 1996 | 26      | 1  | Shkupi        | v. Kenya; 5 September 2021   |
| HV | Faustin Usengimana  | 6 tháng 11, 1993  | 31      | 0  | Police        | v. Cameroon; 30 March 2021   |
| HV | Hassan Rugirayabo   | 15 tháng 3, 1992  | 0       | 0  | AS Kigali     | v. Cameroon; 30 March 2021   |
|    |                     |                   |         |    |               |                              |
| TV | Yannick Mukunzi     | 2 tháng 10, 1995  | 37      | 4  | Sandviken     | v. Uganda; 10 October 2021   |
| TĐ | Bertrand Iradukunda | 25 tháng 9, 1996  | 5       | 0  | Gasogi United | v. Uganda; 7 October 2021PRE |
| TV | Martin Twizeyimana  | 10 tháng 11, 1996 | 2       | 0  | Police        | v. Uganda; 7 October 2021PRE |
| TĐ | Yves Mugunga        | 1 tháng 5, 1997   | 0       | 0  | APR           | v. Uganda; 7 October 2021PRE |
| TĐ | Lague Byiringiro    | 25 tháng 10, 2000 | 4       | 1  | APR           | v. Kenya; 5 September 2021   |
| TV | Samuel Gueulette    | 19 tháng 5, 2000  | 0       | 0  | Roeselare     | v. Trung Phi; 4 June 2021    |
| TV | Eric Ngendahimana   | 1 tháng 12, 1989  | 1       | 0  | Kiyovu Sports | v. Cameroon; 30 March 2021   |
| TV | Steve Rubanguka     | 14 tháng 10, 1996 | 0       | 0  | Karaiskakis   | v. Cameroon; 30 March 2021   |
|    |                     |                   |         |    |               |                              |
| TĐ | Jacques Tuyisenge   | 22 tháng 9, 1991  | 52      | 15 | APR           | v. Uganda; 10 October 2021   |
| TĐ | Meddie Kagere       | 10 tháng 10, 1986 | 46      | 15 | Simba         | v. Uganda; 10 October 2021   |